# Какіцу
Какіцу (яп. 嘉吉 — какіцу, «радісне щастя») — ненґо, девіз правління імператора Японії з 1441 по 1444 роки.

## Походження
Взято з класичного китайськкого твору «Чжоу-і» (周易) «孚于嘉吉、位正中也»

## Хронологія
- 1 рік (1441)

- Завершення війни Асікаґи Йосінорі проти роду Юкі знищенням останнього;
- Убивство Асікаґи Йосінорі. Початок «війни років Какіцу». Знищено головну лінію роду Акамацу;
- «Земельні бунти іккі років Какіцу» у регіоні Кінай. Центральна влада погодилась на вимоги бунтарв і знизила податки, що вдарило по престижу сьоґунату Муроматі;

- 2 рік (1442) — Призначення Хатакеями Мотікуні на посаду канрей. Затвердження Асікаґи Йосікацу 7-м сьоґуном сьоґунату Муроматі;
- 3 рік (1443) — Загибель Асікаґи Йосікацу.

## Порівняльна таблиця
| Роки Какіцу             | 1    | 2    | 3    | 4    |
| Григоріанський календар | 1441 | 1442 | 1443 | 1444 |
| Китайський календар     | 辛酉 | 壬戌 | 癸亥 | 甲子 |